# Speed networking
 (novembre 2024).
Si vous disposez d'ouvrages ou d'articles de référence ou si vous connaissez des sites web de qualité traitant du thème abordé ici, merci de compléter l'article en donnant les références utiles à sa vérifiabilité et en les liant à la section « Notes et références ».

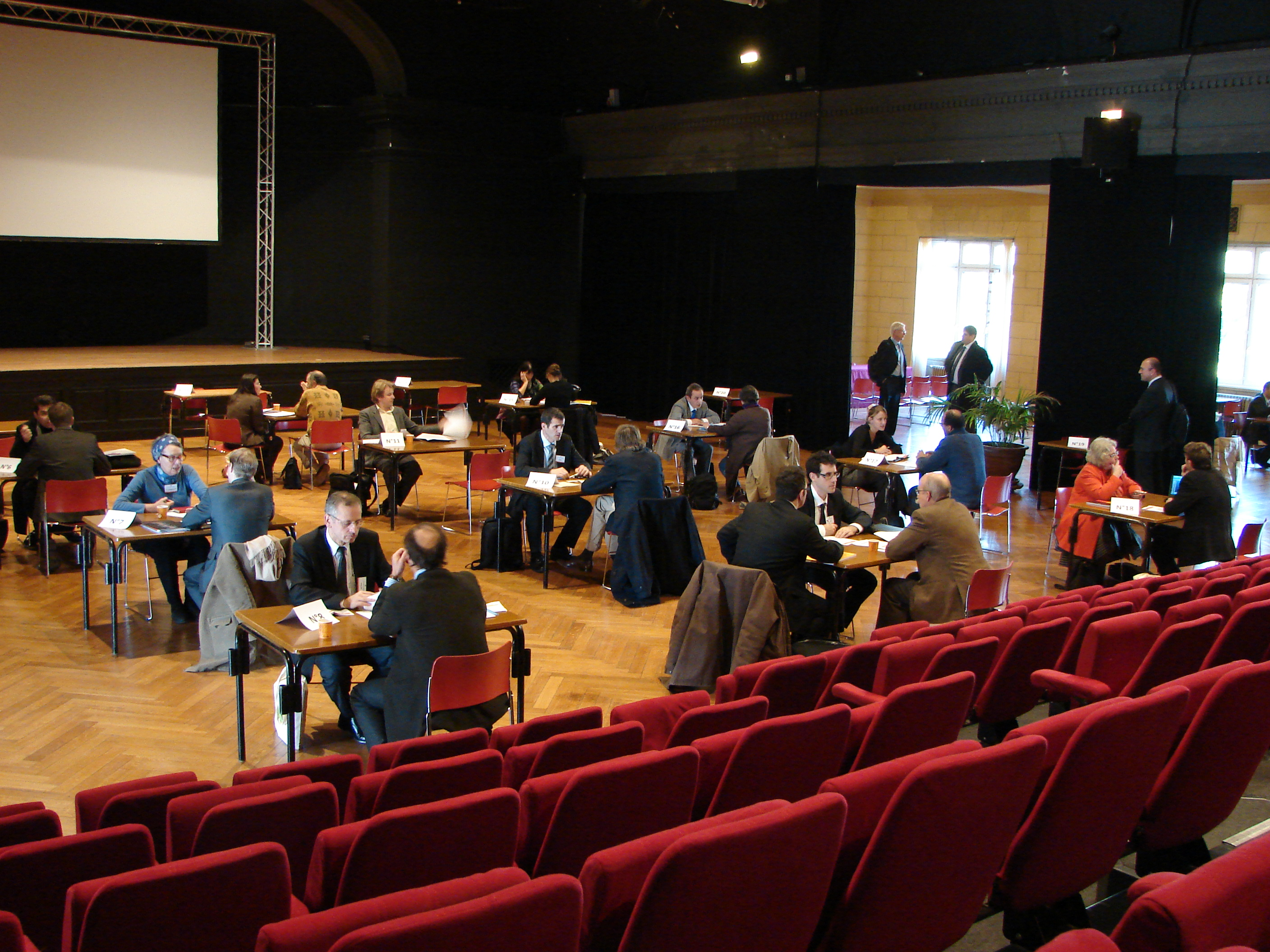
Rencontres d'affaires rapides Medicen à la Cité internationale universitaire de Paris (2011).

Le speed networking (en français « réseautage rapide ») ou speed meeting (signifiant littéralement « rencontres rapides ») est une méthode de rencontres rapides successives afin de trouver la personne correspondant à ses besoins en lien avec le thème de l’événement.

## Historique
Cette méthode de rencontre d’abord appliqué au speed dating, a été créée par le rabbin Yaacov Deyo aux États-Unis à la fin des années 1990. Il avait pour objectif de préserver la culture juive en poussant aux mariages intra-communautaires. La méthode s'est depuis propagée aux autres communautés, puis à d'autres pays. Elle a ensuite été utilisée pour d’autres applications comme le réseautage ou le recrutement. Enfin, elle s’est aujourd’hui développée virtuellement grâce à l’utilisation de webcam. 

## Modalités
Un groupe de personnes est sélectionné pour participer à l’événement de speed-meeting. Il peut soit être unique (par exemple pour du réseautage), soit être constitué de deux groupes opposés (par exemple candidats et recruteurs pour du recrutement). Les personnes se retrouvent dans un lieu et à une heure donnée et rencontrent successivement les autres participants (uniquement du groupe opposé lorsqu’il y a deux groupes) pendant un temps déterminé, souvent court (de 3 à 7 minutes en général). Ils peuvent échanger leurs coordonnés avec les personnes rencontrées s’ils le désirent.
Les participants s'installent successivement à plusieurs tables et changent donc d'interlocuteurs. Chacun se présente à tour de rôle. Mais il est difficile de trouver une combinaison où chacun des participants rencontre chacun des autres une fois exactement. Il existe cependant des applications permettant de régler ce problème.

## Applications
Les applications du speed-meetings sont nombreuses, les plus utilisées sont :
- Le speed dating : le but étant de faire des rencontres amoureuses.
- Le networking : le but étant d’étoffer son réseau professionnel.
- Le recrutement (job dating) : le but étant pour les candidats de trouver un emploi, et pour les employeurs de trouver le candidat le mieux qualifié pour un poste. Cette pratique se démocratise, ainsi la Sncf a organisé une grande opération de recrutement en utilisant le principe du speed-meeting le 5 juillet 2010 afin de recruter plus de 1 000 candidats sous le nom de « job dating »[1].

Ces applications du speed-meeting sont les plus courantes, bien que beaucoup d’autres peuvent exister comme les castings, les rencontres politiques, les partages d’expériences…

## Speed-meeting en ligne
Agissant d'une manière similaire au speed dating traditionnel, les rencontres expresses en ligne sont adaptées au monde virtuel en passant par un ordinateur et typiquement une webcam, un micro et un temps défini pour la discussion. La première plateforme à avoir créé des événements de speed-meeting en ligne est Pick or Skip.[réf. nécessaire]

## Avantages
Les avantages du speed-meeting sont nombreux, il permet en particulier de rencontrer un grand nombre de personnes dans un temps limité et ainsi de maximiser les chances de trouver la ou les personnes correspondant le mieux aux besoins des personnes. De plus, le speed-meeting en ligne permet de faire gagner le temps de déplacement et économiser les coûts liés au recrutement ou à la recherche d’un emploi.